# 1870 en droit
Cet article présente les faits marquants de l'année 1870 en droit.

## Événements
- Une mission japonaise vient annoncer à Daewongun la naissance du nouveau pouvoir impérial. Le régent de Corée, favorable à l’ordre shogunal, refuse de recevoir les délégués japonais et d’établir des relations diplomatiques avec le nouveau régime.
- Le shintoïsme devient religion d’État au Japon.
- Abolition du concordat en Autriche-Hongrie. Les associations ouvrières de Cisleithanie obtiennent le droit de coalition et le droit de grève à la suite d'une manifestation importante. Le cardinal Schwarzenberg, archevêque de Prague, prend la tête de l’opposition catholique.
- Pays-Bas : loi Van Hall, qui autorise la mise en valeur des terres incultes en Indonésie par des particuliers.

### Mars
- 30 mars : le XVe amendement, voté en 1869 par le Congrès des États-Unis, est ratifié : aucun État ne pourra plus priver un citoyen de ses droits en raison de sa race.

### Avril
- 20 avril : sénatus-consulte modifiant le régime dans un sens parlementaire.

### Mai
- 12 mai : acte du Manitoba : création de la nouvelle province du Manitoba au Canada.

### Août
- 15 août : l'Algérie française est proclamée en état de siège.

### Septembre
- 4 septembre : après l’instauration de la République à Paris, un comité-conseil se constitue à Alger, révoque le gouverneur général et le préfet et prend plusieurs mesures révolutionnaires. Le gouvernement de Tour réussit à limiter les débordements.

### Octobre
- 24 octobre : décrets du Gouvernement provisoire mettant notamment fin au gouvernement militaire en Algérie, pour le remplacer par une administration civile, et accordant la nationalité française aux Juifs d'Algérie, sous l'appellation de décret Crémieux. La très ancienne communauté juive d’Algérie se trouve séparée des musulmans et bientôt exposée à l’antisémitisme qui gagne les colons. Le décret Crémieux permet la promotion d’une communauté en majorité pauvre et augmente la population française d’Algérie de 37 000 nouveaux citoyens.